# Ella von Cappeln
Ella Margrethe von Cappeln (22. maj 1907 – 11. marts 1969) er en af de få kvinder, der under besættelsen deltog i likvideringer. Hun er ikke omtalt i bøgerne om modstandskampen, men nogle af frihedskæmperne fra dengang husker hende. Hun var nonne i Frankrig og Belgien, men blev beskrevet som ”en skrap dame”. Under besættelsen arbejdede hun som massør hos en læge på Christianshavn.
Flammen havde fået ordre til at likvidere redaktør, Abwehr-major og SS-Standartenführer Ernst Hubert Eberhard Horst Gilbert fra Skandinavisk Telegrambureau på Sortedamsdosseringen 29, 4. sal. Flammen skulle imidlertid til Jylland, og overlod opgaven til Ella von Cappeln og hendes gruppe. Ella von Cappeln og Svend Jensen skød Gilbert 14. oktober 1944. Han døde en måned senere.